# Ecclesia (antica Grecia)
L'ecclesia, nell'antica Atene, era l'assemblea del popolo (in greco antico: ἐκκλησία?, ekklēsíā: "assemblea"), che votava le leggi scritte dalla Boulé. 

## Storia
A Sparta l'assemblea popolare era detta apella; nelle città doriche alia, e in altre poleis agorà (la piazza, ovvero il luogo dove esse avevano luogo).
Ad Atene, invece, le deliberazioni assunte dalla boulé (e qui si deve supporre all’unanimità o a maggioranza), debbono essere sottoposte all’approvazione dell’assemblea. Questa si pronuncia solo sulle materie che la boulé le propone; può solo approvare o disapprovare e, in caso di voto negativo, il consiglio ritira la proposta per poi riproporne una diversa. Ciò pone un limite alla sua sovranità e ridimensiona il luogo comune secondo il quale la democrazia greca fosse una democrazia diretta. 
L’assemblea popolare, formata da diverse migliaia di persone, radunate sulla collina di Pnice, viene considerata, per necessità di cose, come folla (come «moltitudine», appunto) che in blocco approva o disapprova con le manifestazioni di assenso o di dissenso che sono tipiche della folla. Sia che questa si esprimesse con la voce o in altri modi, come ad esempio per alzata di mano, secondo quanto riferiscono alcune fonti ciò che veniva rilevato era l’atteggiamento complessivo dei presenti, che rendeva neppure percettibili eventuali dissensi".

## Funzioni
All'assemblea, nella democrazia ateniese, competevano svariati compiti: 
- le relazioni estere: era l'organo che poteva legiferare sulla pace, la guerra, le alleanze; inoltre nominava gli ambasciatori.
- Il potere legislativo: non aboliva o approvava nuove leggi, ma legiferava attraverso decreti.
- Il potere giudiziario: è il controllo del potere esecutivo, con la nomina di tutti i magistrati.

## Partecipazione all'ecclesia
Per far parte dell'ecclesia di Atene bastava essere cittadino ateniese (Pericle stabilì, con una legge del 450 a.C., che era da considerare cittadino solo chi fosse nato da padre e madre ateniesi) ed essere maggiorenne (la maggiore età si acquisiva a diciotto anni, per via dell'iscrizione sui registri del demo).
Allo scopo di favorire l'affluenza dei cittadini meno abbienti, fin dalla riforma di Pericle nell'ecclesia di Atene i partecipanti ricevevano due oboli, dei gettoni di presenza, in grado di ripagare il cittadino di una giornata di lavoro persa. L'assemblea, la cui convocazione era riservata alla boulé, era presieduta dai pritani. Tutti i cittadini avevano pari diritto di parola (isegorìa) e avevano pari diritti giuridici (isonomìa); la votazione avveniva per alzata di mano o per acclamazione; a scrutinio segreto solo in situazioni limite.
Secondo la tradizione, Clistene introdusse anche la pratica dell'ostracismo, ossia la possibilità di mandare in esilio un cittadino votando in assemblea il suo allontanamento. Ma i primi casi di ostracismo accertati risalgono a un'epoca successiva. Con questa riforma venne introdotto un quorum: le decisioni prese dall'ecclesia relative a un ostracismo erano valide solo se votavano almeno 6000 cittadini, che corrispondevano circa ad un quinto degli abitanti dell'Attica.